# مسجد جامع فیض‌آباد
مسجد جامع فیض آباد مربوط به دوره صفوی - دوره قاجار است و در شهرستان داورزن، بخش باشتین، روستای فیض آباد، مرکز روستا واقع شده و این اثر در تاریخ ۱۲ دی ۱۳۸۶ با شمارهٔ ثبت ۲۰۴۷۹ به‌عنوان یکی از آثار ملی ایران به ثبت رسیده است.